# Stenmalmen
Stenmalmen är en sjö i Lindesbergs kommun i Västmanland och ingår i Norrströms huvudavrinningsområde. Sjön är 4 meter djup, har en yta på 0,0513 kvadratkilometer och befinner sig 96 meter över havet.

## Delavrinningsområde
Stenmalmen ingår i det delavrinningsområde (660415-148152) som SMHI kallar för Utloppet av Lunten. Medelhöjden är 84 meter över havet och ytan är 56,09 kvadratkilometer. Det finns inga avrinningsområden uppströms utan avrinningsområdet är högsta punkten. Lillån som avvattnar avrinningsområdet har biflödesordning 4, vilket innebär att vattnet flödar genom totalt 4 vattendrag innan det når havet efter 191 kilometer. Avrinningsområdet består mestadels av skog (70 procent). Avrinningsområdet har 2,29 kvadratkilometer vattenytor vilket ger det en sjöprocent på 4,1 procent.